# 塔特爾鎮區 (北達科他州基德縣)
塔特爾鎮區（英語：Tuttle Township）是位於美國北達科他州基德縣的一個鎮區。

## 地方資料
塔特爾鎮區的面積為91.93平方千米，當中陸地面積為89.30平方千米，而水域面積為2.62平方千米。根據2020年美國人口普查的數據，當地共有人口50人，而人口密度為每平方千米0.54人。